# Милутин Јаснић
Милутин Јаснић (Краљево, 22. октобар 1912 — Београд, 5. септембар 1994) био је српски глумац, редитељ и директор неколико позоришта.

## Биографија
За име Милутина Јаснића везује се оснивање Покрајинског народног позоришта у Приштини 1948. године. Био је директор Народног позоришта у Панчеву, када су га, са групом глумаца, послали у Приштину да организује рад професионалног театра у тек саграђеном дому културе. Њему се потом прикључује и познати глумац и редитељ Добрица Раденковић и сценограф Петар Пашић.
Јаснић још у почетку планира стварање ансамбала на српском и албанском језику. Проблема је било поготову што није било професионалних глумаца Албанаца на Косову и Метохији, па ни у Југославији. Јаснић у Приштину доводи талентоване аматере из дилетантских позоришта, од којих ће створити јаку Албанску драму. Захваљујући њему, у театарске воде упловили су Шани Паласка, Абдурахман Шаља, Мухарем Ћена, Катарина Јосипи, Мелихат Шабани, Неџмије Пагаруша, Мерибане Шаља, Истреф Беголи, Мелихат Ћена и многи други. Оранизовао је курсеве за глумце, а одабрао оне који су похађали течај режије у Београду, па су тако у позоришту, по повратку, почели да режирају Абдурахман Шаља и Мухарем Ћена. Ћена ће доцније направити најпознатију представу овог позоришта „Ервехеју“, по тексту Ахмета Ћирезија.
Прва премијера у Покрајинском позоришту била је представа „Прст пред носом“ Јожа Хорвата, коју је режирао Добрица Раденковић, а у њој играо већи део ансамбла (7. маја 1949). На албанском прва премијера изведена је 7. јуна 1949. у Косовској Митровици и то Нушићево „Сумњиво лице“, у режији Добрице Раденковића, у коме је Шани Паласка играо Јеротија Пантића, а, уз остале глумце, наступили су и Абдурахман Шаља и Мухарем Ћена. Почетком педесетих година у позориште доводи младе редитеље Славољуба Стефановића Равасија, Бошка Пиштала, Здравка Катића и Слободана Попића и сценографа Велизара Србљановића, који ће донети нова схватања и читања текстова домаћих и страних аутора. За време његовог мандата позориште је штампало и „Позоришни лист“, намењен широј позоришној публици.
Јаснић напушта Покрајинско народно позориште по завршетку сезоне 1958/59. године, да би преузео Театар у Крагујевцу. Но, кроз две године поново се враћа у Приштину. За све то време успео је да формира два јака позоришна ансамбла на српском и албанском језику који су се испомагали у сваком погледу: глумачки, редитељски, сценографски.
Он је играо у десетак филмова: Живјеће овај народ (1947), Ешалон доктора М. (1955), Туђа земља (1957), Вук са Проклетија (1968), Хлеб (1973), Прогон (1982), у телевизијским серијама: Слом (1979) и Приповедања Радоја Домановића (1979), као и у француским филмовима: La grande strada azzurra (Велики плави пут), (1957), и La tempsta (Олуја), (1958). А писао је и позоришну критику.

## Филмографија
| Глумац | ▲ |
| ------ | - |

Дугометражни филм | ТВ филм | ТВ серија
|                   | 1940 | 1950 | 1960 | 1970 | 1980 | Укупно |
| ----------------- | ---- | ---- | ---- | ---- | ---- | ------ |
| Дугометражни филм | 1    | 4    | 1    | 0    | 1    | 7      |
| ТВ филм           | 0    | 0    | 0    | 2    | 2    | 4      |
| ТВ серија         | 0    | 0    | 0    | 0    | 7    | 7      |
| Укупно            | 1    | 4    | 1    | 2    | 10   | 18     |
|           | Назив              | Улога            |
| --------- | ------------------ | ---------------- |
| 1947      | Живјеће овај народ | Брко             |
| 1950-te ▲ |                    |                  |
| 1955      | Ешалон доктора М.  | /                |
| 1957      | Туђа земљa         | /                |
| 1957      |                    | /                |
| 1958      |                    |                  |
| 1960-te ▲ |                    |                  |
| 1968      | Вук са Проклетија  | Есад             |
| 1980-te ▲ |                    |                  |
| 1982      | Прогон             | Паор са брковима |
|           | Назив                 | Улога                                 |
| --------- | --------------------- | ------------------------------------- |
| 1973      | Хлеб                  | Говорник - (глас - Душан Јанићијевић) |
| 1979      | Прва српска железница | Алекса Ђ Поповић                      |
| 1980-te ▲ |                       |                                       |
| 1984      | Убица                 | Истражни судија                       |
| 1984      | Дивља патка           | /                                     |
| Од | До | Назив | Улога |
| -- | -- | ----- | ----- |